# Firefox 3
Mozilla Firefox 3.0 là một phiên bản của trình duyệt web Mozilla Firefox, phát hành vào ngày 17 tháng 6, năm 2008 bởi Mozilla Corporation.
Firefox 3 sử dụng phiên bản 1.9 của bộ engine dàn trang Gecko để hiển thị các trang web. Phiên bản mới đã sửa nhiều lỗi, tăng cường các tiêu chuẩn, và hiện thực các API cho web mới. Một vài tính năng khác bao gồm việc thiết kế lại trình quản lý download, một nút hình ngôi sao mới dùng cho việc lưu trữ đánh dấu trang và lịch sử trang, và các theme riêng biệt cho các hệ điều hành
Firefox 3 có 5.67% thị phần người dùng web vào tháng 7 năm 2008, và có hơn 8 triệu lượt tải về kể từ ngày phát hành chính thức, đã tạo nên một kỷ lục Guinness.
Tên mã của chương trình này là Gran Paradiso trong suốt thời gian phát triển nó, bao gồm tám bản alpha, năm bản beta và ba bản release candidate trong năm 2007 và đầu năm 2008. Nhóm phát triển đang tiếp tục với phiên bản 3.1 codename là Shiretoko trong mùa hè năm 2008.